# Масканур (присілок, Новотор'яльський район)
Маскану́р (рос. Масканур, марій. Масканур) — присілок у складі Новотор'яльського району Марій Ел, Росія. Входить до складу Масканурського сільського поселення.

## Населення
Населення — 8 осіб (2010; 9 у 2002).
Національний склад (станом на 2002 рік):
- росіяни — 100 %